# 952 (numero)
Novecentocinquantadue (952) è il numero naturale dopo il 951 e prima del 953.

## Proprietà matematiche
- È un numero pari.
- È un numero composto con 16 divisori: 1, 2, 4, 7, 8, 14, 17, 28, 34, 56, 68, 119, 136, 238, 476, 952. Poiché la somma dei suoi divisori (escluso il numero stesso) è 1208 > 952 è un numero abbondante.
- È un numero semiperfetto in quanto pari alla somma di alcuni (o tutti) i suoi divisori.
- È un numero palindromo e un numero a cifra ripetuta nel sistema posizionale a base 33 (SS).
- È un numero malvagio.
- È un numero congruente.
- È un numero pratico.
- È parte delle terne pitagoriche (448, 840, 952), (952, 186, 970), (952, 495, 1073), (952, 561, 1105), (952, 714, 1190), (952, 960, 1352), (952, 1530, 1802), (952, 1785, 2023), (952, 1911, 2135), (952, 2214, 2410), (952, 3264, 3400), (952, 3990, 4102), (952, 4575, 4673), (952, 6630, 6698), (952, 8064, 8120), (952, 13311, 13345), (952, 14145, 14177), (952, 16170, 16198), (952, 28314, 28330), (952, 32361, 32375), (952, 56640, 56648), (952, 113286, 113290), (952, 226575, 226577).

## Astronomia
- 952 Caia è un asteroide della fascia principale del sistema solare.

## Astronautica
- Cosmos 952 è un satellite artificiale russo.